# KkStB 38
KkStB 38 вантажні паротяги приватних і державних залізниць Австро-Угорської імперії. (KkStB - Цісарсько-королівська державна залізниця нім. k.k. Staatsbahnen). 

## Історія
Паротяги випускали у 1868-1878 роках фабрики Wiener Neustädter Lokomotivfabrik, віденська StEG та Kessler з Есслінген. Використовувались на Галицькій залізниці імені Карла Людвіга (CLB), де в залежності від виробника (модифікації) отримали позначення серії IIId, IIIe, IIIf, IIIg і особисті назви.  Власні імена паротягів відмінили 1873 року, залишивши їм прості номери. Після націоналізації залізниці 1892 на паротягах встановили нові парові котли. Належні Ц.к. державній залізниці 95 паротягів отримали серію 38 і номери 01–06, 09–97.
Після завершення війни паротяги поділили поміж ПДЗ, де їх списали, і Державною залізницею Італії, де їм присвоїли серію FS 221.

### Технічні дані паротяга KkStB 38
|                              |                                                                                        |
| Розміри                      | Параметри                                                                              |
| Роки випуску                 | . . 1868 .- .1878 .                                                                    |
| Країна-виробник              | Австро-Угорська імперія                                                                |
| Заводи-виробники             | - Wiener Neustädter Lokomotivfabrik - Lokomotivfabrik StEG - Maschinenfabrik Esslingen |
| Ширина колії                 | 1435 mm                                                                                |
| Тип                          | C n2                                                                                   |
| Діаметр циліндрів            | 422 мм                                                                                 |
| Хід поршня                   | 632 мм                                                                                 |
| Діаметр рухомих коліс        | 1258 мм                                                                                |
| Загальна колісна база        | 3320 мм                                                                                |
| Загальна колісна база×Тендер | 10394 мм                                                                               |
| Тиск пари                    | 8 (10) атм.                                                                            |
| Випаровуюча поверхня котла   | 111,50 м²                                                                              |
| Площа пароперегрівача        | 7,50 м²                                                                                |
| Площа колосникових ґрат      | 1,64 м²                                                                                |
| Тендер                       | серія 20                                                                               |
| Маса паротяга порожнього     | 31,9 т                                                                                 |
| Маса паротяга робоча         | 36,9 т                                                                                 |
| Швидкість                    | 45 км/год                                                                              |